# Floriana Football Club 2020-2021
Questa voce raccoglie le informazioni riguardanti il Floriana Football Club nelle competizioni ufficiali della stagione 2020-2021.

## Maglie e sponsor
| Casa | Trasferta |

Sponsor ufficiale: Boggi, Scotts Supermarket

Fornitore tecnico: Joma

## Rosa
Aggiornata al 25 novembre 2020.
| N. |                      | Ruolo | Calciatore     |
| -- | -------------------- | ----- | -------------- |
| 1  | Malta (bandiera)     | P     | Andrea Cassar  |
| 5  | Senegal (bandiera)   | D     | Moustapha Beye |
| 6  | Argentina (bandiera) | D     | Enzo Ruiz      |
| 7  | Brasile (bandiera)   | C     | Diego Silva    |
| 8  | Italia (bandiera)    | C     | Nicola Leone   |
| 9  | Albania (bandiera)   | C     | Kristian Keqi  |
| 10 | Argentina (bandiera) | C     | Ulises Arias   |
| 11 | Malta (bandiera)     | C     | Brandon Paiber |
| 12 | Nigeria (bandiera)   | P     | Ini Akpan      |
| 17 | Malta (bandiera)     | D     | Jurgen Pisani  |
| 20 | Argentina (bandiera) | C     | Matías García  |

| N. |                    | Ruolo | Calciatore       |
| -- | ------------------ | ----- | ---------------- |
| 22 | Malta (bandiera)   | D     | Alex Cini        |
| 25 | Malta (bandiera)   | A     | Siraj Arab       |
| 27 | Brasile (bandiera) | A     | Flávio Carioca   |
| 29 | Brasile (bandiera) | D     | Marcelo Dias     |
| 30 | Malta (bandiera)   | C     | Jan Busuttil     |
| 90 | Malta (bandiera)   | P     | Justin Spiteri   |
| 94 | Malta (bandiera)   | C     | Ryan Camenzuli   |
| 96 | Malta (bandiera)   | A     | Daniel Agius     |
| 99 | Brasile (bandiera) | A     | Tiago Adan       |
|    | Malta (bandiera)   | C     | Ayrton Azzopardi |
|    | Malta (bandiera)   | D     | Neil Spiteri     |